# Molannodes tinctus
Molannodes tinctus – gatunek owada z rzędu chruścików i rodziny Molannidae. Larwy budują charakterystyczne domki z piasku oraz fragmentów detrytusu.
Gatunek eurosyberyjski, występuje w Skandynawii, na równinach środkowoeuropejskich, Węgrzech, w górach środkowoeuropejskich. Larwy zasiedlają jeziora, roślinność rzek, strumienie, estuaria. Limnebiont lub limnefil, w Polsce rzadki, prawdopodobnie tyrfofil.
Materiał jeziorny obejmuje kilka larw, lecz o wątpliwej poprawności oznaczania. Występowanie stwierdzone w Tatrach w dwu jeziorach strefy lasu. Riedel (1962) wykazuje obecność w stawach tatrzańskich, lecz jedynie na podstawie domku larwalnego.
W Fennoskandii występuje w jeziorach, stawach, kanałach i potokach. W jeziorach Łotwy raczej rzadki, częściej imagines łowione nad jez. mezotroficznymi. W Północnej Westfalii występuje w rzekach i torfowiskach.